# Ma Rainey’s Black Bottom (Film)
Ma Rainey’s Black Bottom (engl. etwa für Ma Raineys schwarzer Hintern) ist ein Musikfilm von George C. Wolfe, der am 18. Dezember 2020 in das Programm von Netflix aufgenommen wurde. Der Film basiert auf dem gleichnamigen Theaterstück von August Wilson und erzählt von der afroamerikanischen Musikerin Gertrude „Ma“ Rainey, gespielt von Oscarpreisträgerin Viola Davis, die als „Mutter des Blues“ in den späten 1920er Jahren ihre Erfolge feiert und mit ihren Bandkollegen in Chicago eine Platte aufnehmen will. Dies war zugleich der letzte Film mit Chadwick Boseman, der im Film die Rolle des Trompeters Levee Green spielt. Im Rahmen der Oscarverleihung 2021 gewann der Film in den beiden Kategorien „Bestes Kostümdesign“ und „Bestes Make-up und beste Frisuren“ und war in drei weiteren Kategorien (beste weibliche und männliche Hauptdarsteller sowie bestes Szenenbild) nominiert.

## Handlung
Chicago im Jahr 1927: Gertrude „Ma“ Rainey, die „Königin des Blues“, soll auf Drängen ihres Managers Irvin in einem Studio auf der South Side für den Plattenmanager Sturdyvant einige ihrer bekanntesten Songs aufnehmen. Doch sie lässt die beiden weißen Männer und auch ihre schwarzen Bandkollegen auf sich warten. Zu ihrer handverlesenen „Georgia Band“ gehören der Posaunist Cutler, der Pianist Toledo, der Bassist Slow Drag und der Trompeter Levee. Letzterer hat ohne Raineys Erlaubnis eine neue Version von Black Bottom vorbereitet, die allerdings ihren langsamen, bluesigen Gesang in den Hintergrund drängen und den Bandmitgliedern eine schnellere Orchestrierung abverlangen würde. Es kommt daher zwischen ihnen und Studio-Chef Sturdyvant sowie Manager Irvin zu Spannungen. Aber auch untereinander gibt es Reibereien.
Sie müssen jedoch noch eine Weile auf Rainey warten und wissen nicht, ob sie überhaupt erscheinen wird. Doch sie kommt, auch wenn es ein wenig länger gedauert hat, mit ihren Schuhen die Treppe in ihrem Hotel hinabzusteigen. Im Studio angekommen, darf sie ihre schmerzenden Füße aber in ein Paar bequeme Hausschuhe stecken. Levee hingegen hat gerade einen Wochenlohn für ein Paar teure Lackschuhe ausgegeben, in denen er wie ein kleines Kind herumtänzelt. Ma Rainey will erst mit dem Singen beginnen, wenn Irvin die ihr versprochene kalte Flasche Coca-Cola bringen lässt. Als er ihr auch diesen Wunsch erfüllt, kann die Aufnahme endlich beginnen.

## Vorlage und Biografisches
Der Film basiert auf dem Theaterstück Ma Rainey’s Black Bottom von August Wilson aus dem Jahr 1982, das zwei Jahre später mit Theresa Merritt in der Titelrolle am Broadway’s Cort Theatre uraufgeführt wurde. Darin haben sich die Bandmitglieder Cutler, Toledo, Slow Drag und Levee in Chicago zusammengefunden, um gemeinsam mit Ma Rainey eine neue Platte aufzunehmen. Während sie auf ihre Ankunft warten, erzählen sie Geschichten, scherzen, philosophieren und streiten sich. Insbesondere zwischen dem jungen, hitzköpfigen Trompeter Levee, der davon träumt, eine eigene Band zu haben, und den Veteranen Cutler und Toledo kommt es zu Spannungen. Als sie im Studio ankommen, ist die Aufnahme bereits weit hinter dem Zeitplan zurück, was die weißen Produzenten Sturdyvant und Irvin wütend macht. Raineys Beharren darauf, dass ihr stotternder Neffe Sylvester die Einleitung des Titelsongs spricht, sorgt für weiteres Chaos. Während die Band darauf wartet, dass verschiedene technische Probleme gelöst werden, kommt es zwischen Levee und Cutler zu einer Schlägerei. Levee wird von Rainey gefeuert, doch in seiner Wut ersticht er Toledo.

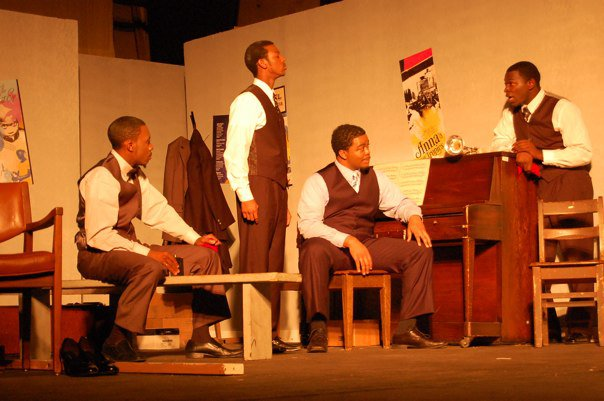
Eine Aufführung von Ma Rainey’s Black Bottom im Jahr 2009

Es handelt sich bei Ma Rainey’s Black Bottom um eines der zehn Stücke aus Wilsons Pittsburgh Cycle (Pittsburgh-Zyklus), in dem er sich mit den Erfahrungen von Afroamerikanern im 20. Jahrhundert beschäftigt. Das Stück, das in den 1920er Jahren in Chicago spielt, ist das einzige Stück aus dem Zyklus, das nicht in Pittsburgh spielt. Ma Rainey’s Black Bottom beschäftigt sich neben der Frage der Rasse insbesondere mit der Ausbeutung schwarzer Künstler durch weiße Produzenten. Der Titel des Stücks bezieht sich auf ein gleichnamiges Lied von Ma Rainey, das sich auf den Black Bottom („schwarzer Hintern“) bezieht. Dieser US-amerikanische Gesellschaftstanz der 1920er Jahre entwickelte sich aus dem Charleston und erfreute sich insbesondere in der afroamerikanischen Bevölkerung der USA großer Beliebtheit. Der Dramatiker August Wilson, der zu den bedeutendsten afroamerikanischen Autoren zählt, hatte für sein Stück Fences 1987 den Pulitzer-Preis und den Tony Award erhalten. Ein zentrales Anliegen des Dramatikers war es, die Ungerechtigkeit gegenüber schwarzen Menschen zu thematisieren, sie aber nicht in ihrer Opferrolle verharren zu lassen. Ma Rainey’s Black Bottom könne als ein Kondensat dessen gesehen werden, was in Blues- und Jazz-Musikern der 1920er vorgegangen sei, so der Journalist Sidney Schering.

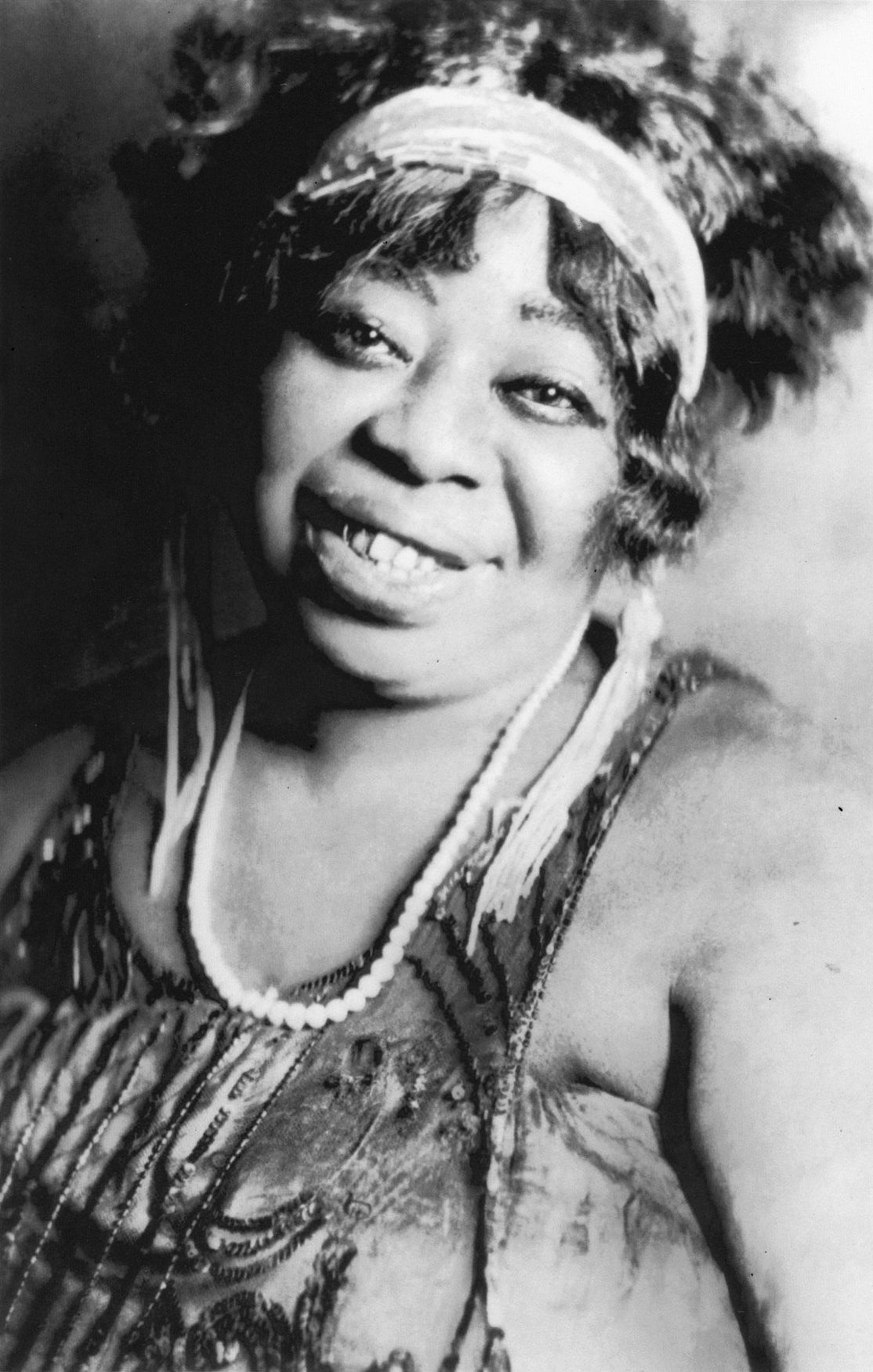
Ma Rainey nahm in ihrer Karriere rund 100 Songs auf

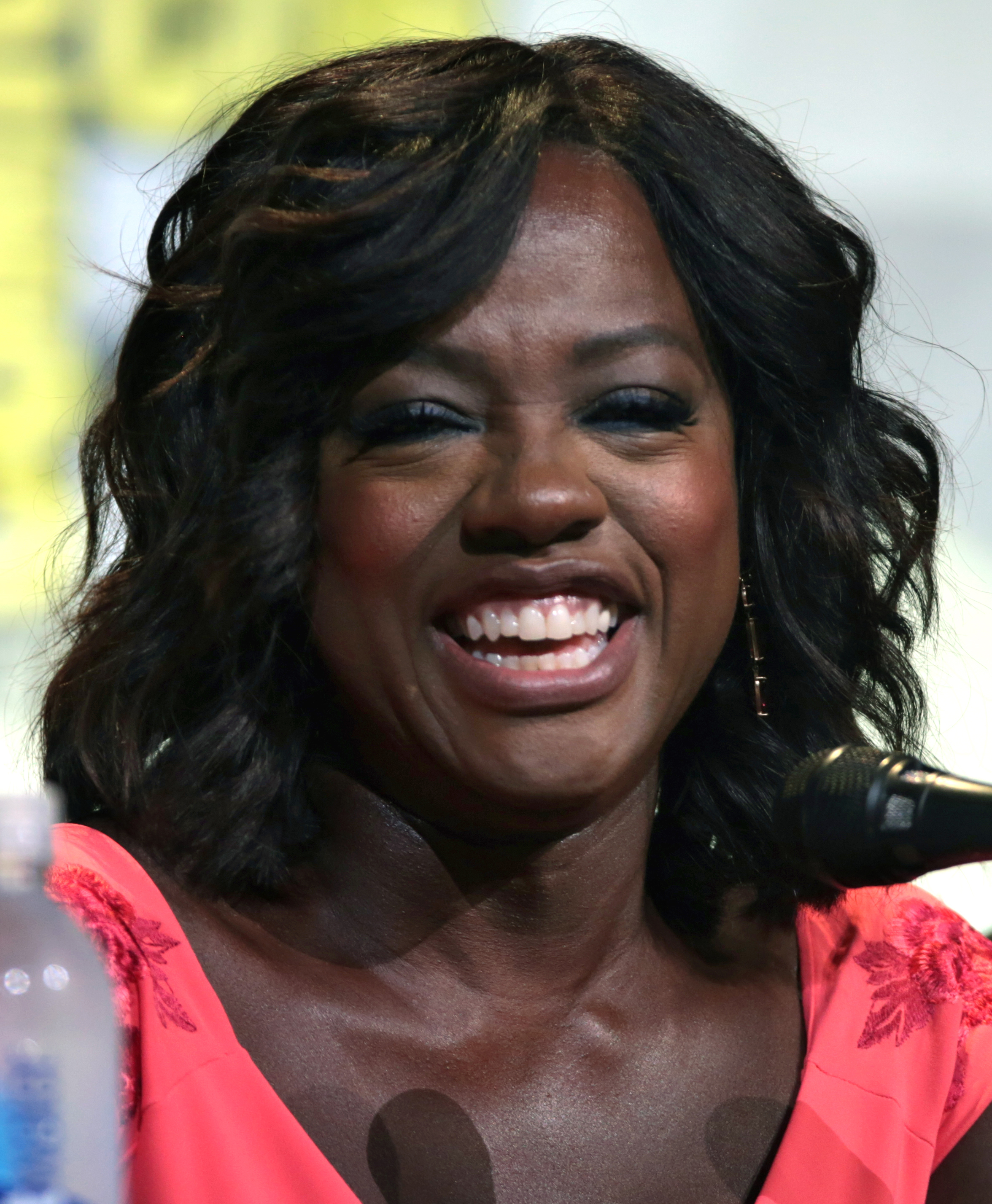
Im Film wird Ma Rainey von Viola Davis gespielt

Egal ob das Publikum von Ma Raineys Ruf als „Mutter des Blues“ gehört habe oder nicht, stelle August Wilson sicher, dass diese im Stück als eine überlebensgroße Figur eingeführt wird, noch bevor sie die Bühne betritt, so Peter Debruge von Variety. Nach einem Plattenvertrag bei Paramount Records hatte Rainey, die als Gertrude Pridgett in den Südstaaten der USA geboren wurde, rund 100 Songs aufgenommen, bei denen sie von vielen namhaften Jazzmusikern wie Louis Armstrong, Thomas A. Dorsey oder Coleman Hawkins begleitet wurde. Die erste Aufnahme mit Lovie Austin und ihren Blue Serenaders war der Bo-Weevil Blues. Der Pianist Thomas A. Dorsey baute später die Wild Cats Jazz Band auf, mit der sie auf Tournee ging. Nach dem Ausscheiden Dorseys aus der Band nahm sie mit ihrer Georgia Jazz Band auf. Ihr einziger Top-30-Hit gelang Rainey im Januar 1925 mit dem See See Rider Blues, bei dem sie von Louis Armstrong, Buster Bailey und Charlie Dixon begleitet wurde.
Rainey war mehrere Male verheiratet, so mit dem Tänzer, Comedian und Sänger William „Pa“ Rainey, galt jedoch als bisexuell, wie die Sängerin Bessie Smith, deren Mentorin sie zeitweise war. In ihrem Repertoire finden sich auch fünf Songs, in denen lesbisches beziehungsweise bisexuelles Begehren thematisiert werden, darunter Prove It On Me Blues. Angeblich entstand dieser, nachdem Ma Rainey von der Polizei festgenommen worden war, weil sie eine Orgie veranstaltet haben soll, an der auch Frauen beteiligt gewesen waren. Im Text nimmt sie darauf Bezug: „Ich bin letzte Nacht mit meinen Freunden ausgegangen. Es müssen Frauen gewesen sein, denn ich mag keine Männer.“

## Produktion

### Stab und Besetzung
Regie führte George C. Wolfe. Wilsons Stück wurde von Ruben Santiago-Hudson für den Film adaptiert. Denzel Washington, der neben Todd Black als einer der Produzenten fungierte, hatte bereits Wilsons Stück Fences verfilmt und auch selbst die Hauptrolle übernommen. Washington wurde im Jahr 2014 von Wilsons Witwe mit den Leinwandadaptionen seiner Bühnenstücke beauftragt, insbesondere mit denen aus dem Pittsburgh Cycle.
Die Oscarpreisträgerin Viola Davis übernahm die Titelrolle der Musikerin Ma Rainey. Sie hatten bereits neben Washington eine Hauptrolle in Fences aus dem Jahr 2016. Chadwick Boseman spielt das Bandmitglied Levee. Es handelt sich um die letzte Filmrolle des im August 2020 mit 43 Jahren verstorbenen Schauspielers. Glynn Turman übernahm die Rolle von Toledo, Colman Domingo spielt Cutler und Michael Potts das Bandmitglied Slow Drag. Jonny Coyne und Jeremy Shamos sind in den Rollen des Produzenten Sturdyvant und des Managers Irvin zu sehen. Taylour Paige spielt Ma Raineys Freundin Dussie Mae, Dusan Brown ihren Neffen Sylvester.

### Dreharbeiten und Filmmusik
Die Dreharbeiten wurden am 8. Juli 2019 in Pittsburgh begonnen, das dem Chicago des Jahres 1927 als Kulisse diente. Bis auf die ersten 5 Minuten des Films und wenige Szenen, die vor dem Studio spielen, findet die Handlung in dem Proberaum statt. Als Kameramann fungierte Tobias A. Schliessler.
Die Filmmusik komponierte der Saxofonist und Grammy-Gewinner Branford Marsalis. Als Wolfe für die Regie verpflichtet wurde, hatte er nach eigenen Aussagen sofort an eine Zusammenarbeit mit Marsalis gedacht: „Wenn Sie mit Branford, dem Komponisten / Arrangeur, zusammenarbeiten, taucht auch Branford, der Historiker, Musikwissenschaftler, Dramatiker und Autor auf.“ Branford verstehe die inhärent transgressive Natur des Blues, weshalb seine Arrangements nicht nur die kulturelle und regionale DNA in Ma Raineys Liedern erfassten, sondern auch den Witz und die Wut, die in jeder Note, jedem Schrei und jedem Stöhnen enthalten sind, so Wolfe. Das Soundtrack-Album mit insgesamt 24 Musikstücken wurde im Dezember 2020 von Milan Records veröffentlicht. Vorab wurde im November 2020 das Stück El Train veröffentlicht.
Viola Davis singt außer bei Those Dogs of Mine im Film nicht selbst. Die anderen Rainey-Songs wurden von der US-amerikanischen Soul-Sängerin und Songwriterin Maxayn Lewis unter ihrem Geburtsnamen Paulette Parker beigesteuert.

### Marketing und Veröffentlichung
Es handelt sich bei Ma Rainey’s Black Bottom um eine Eigenproduktion von Netflix. Im Oktober 2020 wurde ein erster Trailer vorgestellt. Der Film wurde am 18. Dezember 2020 in das Programm des Streamingdienstes aufgenommen. Die erste Vorstellung erfolgte bereits am 14. November 2020 im Rahmen einer virtuellen Premiere in Zusammenarbeit mit dem American Film Institute.

## Synchronisation
Die deutsche Synchronisation entstand nach einem Dialogbuch von Michael Schlimgen unter Dialogregie von Martin Schmitz im Auftrag der FFS Film- & Fernseh-Synchron in Berlin.
| Rolle                | Schauspieler     | Synchronsprecher |
| -------------------- | ---------------- | ---------------- |
| Gertrude „Ma“ Rainey | Viola Davis      | Martina Treger   |
| Levee Green          | Chadwick Boseman | Tobias Schmidt   |
| Toledo               | Glynn Turman     | Roland Hemmo     |
| Cutler               | Colman Domingo   | Matti Klemm      |
| Slow Drag            | Michael Potts    | Axel Lutter      |
| Dussie Mae           | Taylour Paige    | Magdalena Helmig |
| Mel Sturdyvant       | Jonny Coyne      | Hans Hohlbein    |
| Irvin                | Jeremy Shamos    | Uve Teschner     |
| Sylvester            | Dusan Brown      | Patrick Keller   |

## Rezeption

### Altersempfehlung und Kritiken
In Deutschland wird der Film von Netflix ab 16 Jahren empfohlen.
Der Film konnte bislang 98 Prozent aller Kritiker bei Rotten Tomatoes überzeugen und erhielt hierbei eine durchschnittliche Bewertung von 8,2 der möglichen 10 Punkte, womit er aus den 21. Annual Golden Tomato Awards als Drittplatzierter der besten Filme des Jahres 2020 hervorging. Auf Metacritic erhielt der Film einen Metascore von 87 von 100 möglichen Punkten.
Valerie Complex von The Playlist erklärt, das ständige Navigieren durch ein System, das sie hasse, laste schwer auf Ma Raineys Seele. Diese psychische Belastung werde im Film kanalisiert, indem Rainey die Bluesmusik als Ausdrucksmittel verwende. Sie wisse jedoch, dass es nicht nur um Musik geht, sondern diese dem Überleben dient, als ein Mittel, das tägliche Leben unter der weißen Unterdrückung zu tolerieren. Ma Rainey sei dynamisch, lebendig und extravagant und werde hoffentlich nicht nur das Interesse an August Wilsons Arbeit wiederbeleben, so Complex.

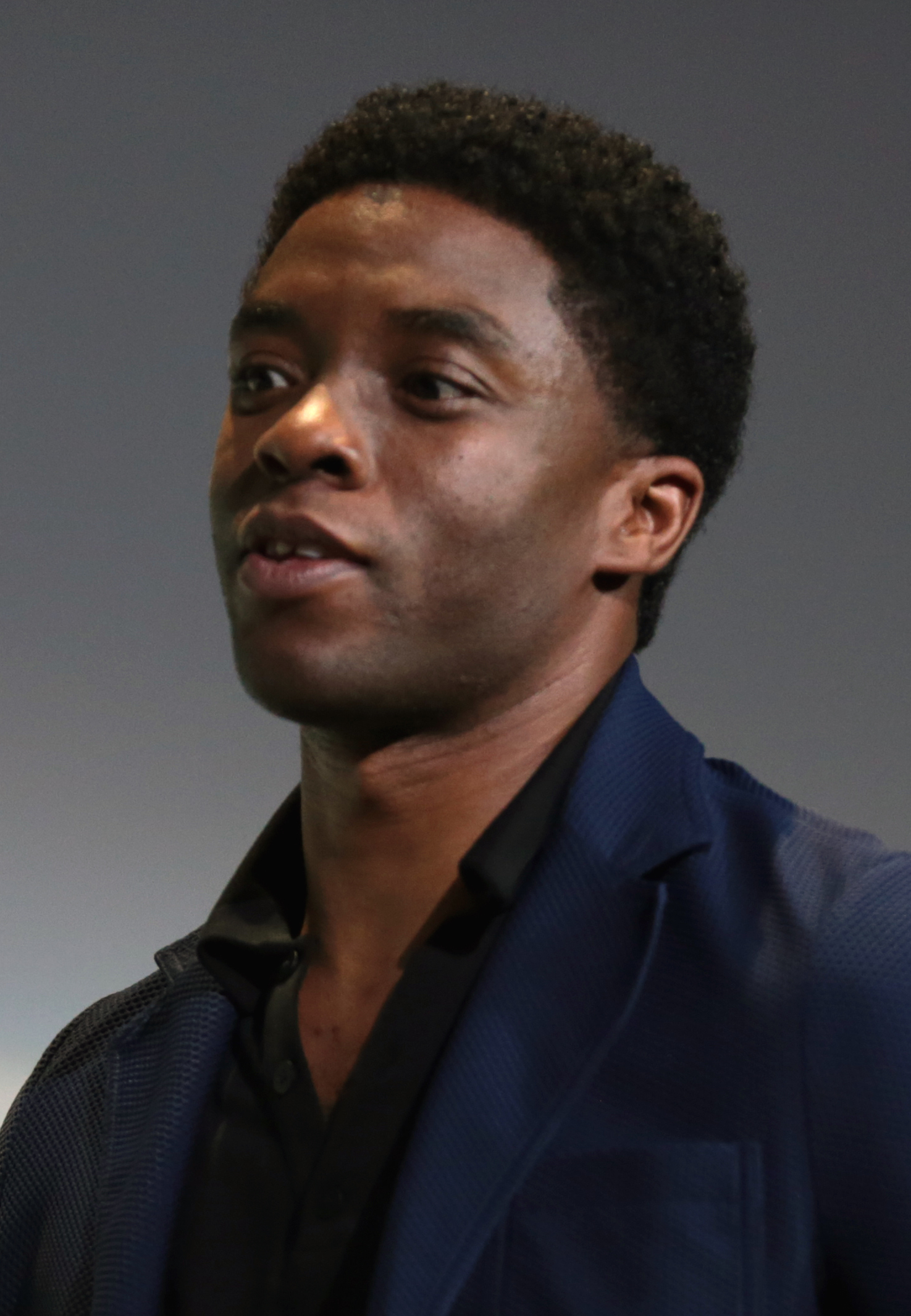
Für Schauspieler Chadwick Boseman handelte es sich um seine letzte Filmrolle

Eric Kohn von IndieWire schreibt, Viola Davis habe in ihrer Rolle die faszinierendste und inspirierteste Transformation ihrer Karriere durchlebt, mit ihren schwarz geschminkten Augen und dem schweißgebadeten Körper. Wenn sie schließlich zu singen beginne und den Titelsong interpretiere, sei die Schauspielerin so in Kontakt mit Ma Raineys Talent, als besitze sie die Fähigkeit, mit den Toten zu kommunizieren. Auch wenn Ma Rainey nicht die ganze Zeit im Film zu sehen sei, werde die nur ihr eigene Fähigkeit herausgearbeitet, sich gegen weiße Autoritäten zu behaupten, die von ihrer Stimme profitieren möchten, so Kohn und zitiert die Diva: „Sie werden mich so behandeln, wie ich behandelt werden möchte, egal wie sehr ihnen das weh tut.“ Auch wenn sie dennoch von den fraglichen Männern ausgebeutet werde, bleibe sie die mächtigste Stimme im Raum, und dies mit Nachhall. Über Chadwick Boseman in seiner Rolle des Levee sagt Kohn, sein Spiel habe mehr mit seinem lebhaften James Brown in Get on Up gemein, als mit dem zurückhaltenden Auftritt in Black Panther, der ihn zu einer Ikone machte, wodurch das Publikum möglicherweise schockiert sein könne, wenn der Schauspieler die „Lautstärke aufdreht“. Als zentraler Unruhestifter des Films sei Boseman ein Naturtalent und ein Quell der Unterhaltung.
Sidney Schering schreibt, wie Fences sei auch Ma Rainey’s Black Bottom extrem dialoglastig und lasse soziodemografische sprachliche Eigenheiten, Schnellfeuer-Wortwechsel, gewitzte Redeschwalle und tragische Monologe zu einer poetischen Einheit verschmelzen. Da Ma Rainey’s Black Bottom einen deutlich kürzeren Handlungszeitraum habe und fast in Echtzeit spielt, müsse dieser Film weniger Langzeit-Charakterwandel schultern, was zur Folge habe, dass die Monologe in Ma Rainey’s Black Bottom weniger verkrampft wirkten. Auch wenn die Monologe in Ma Rainey’s Black Bottom durchweg theatralisch angehaucht wirkten, lasse George C. Wolfe dies sehr organisch als Facetten der Figuren dastehen, und wo Washington in Fences die Emotionen seiner Figuren mehrfach unterstrich, lege Wolfe, passend zum Setting, größeren Wert auf den Rhythmus: „Höhen und Tiefen bei dieser Aufnahmesession, Phasen der Zurückhaltung und der Offensive, werden durch ein dynamisches Spiel des Casts und eine stilvolle Ästhetik unterstrichen. [...] Der Schnitt von Andrew Mondshein hält das Tempo hoch, lässt aber zugleich genug Raum, dass bedeutungsvolle Blicke oder emotional aufgeladene stimmliche Kadenzen nachhallen können.“ Alles in allem bleibe Wolfes Regieführung zwar weiterhin bühnenhaft, doch sie sei lebendig genug, um der Vitalität der Figuren gerecht zu werden, so Schering.

### Auszeichnungen (Auswahl)
Vom American Film Institute wird Ma Rainey’s Black Bottom zu einem der zehn „Movies of the Year 2020“ gezählt. Der Film befindet sich auch in der Vorauswahl für die British Academy Film Awards 2021. Im Folgenden eine Auswahl weiterer Nominierungen und Auszeichnungen.
AACTA International Awards 2021
- Auszeichnung als Bester Hauptdarsteller (Chadwick Boseman)
- Nominierung als Beste Hauptdarstellerin (Viola Davis)[28]

African-American Film Critics Association Awards 2021
- Auszeichnung als Bester Hauptdarsteller (Chadwick Boseman)[29]

Alliance of Women Film Journalists Awards 2020
- Auszeichnung als Bester Schauspieler (Chadwick Boseman)
- Nominierung als Beste Schauspielerin (Viola Davis)[30][31]

Art Directors Guild Awards 2021
- Nominierung in der Kategorie Period Film (Mark Ricker)[32]

Artios Awards 2021
- Nominierung in der Kategorie Independent-Film – Drama[33]

Black Film Critics Circle Awards 2021
- Auszeichnung als Bester Film
- Auszeichnung als Bester Schauspieler (Chadwick Boseman)
- Auszeichnung als Beste Schauspielerin (Viola Davis)
- Auszeichnung für das Beste adaptierte Drehbuch (Ruben Santiago-Hudson)[34]

Black Reel Awards 2021
- Auszeichnung als Bester Hauptdarsteller (Chadwick Boseman)
- Auszeichnung als Beste Hauptdarstellerin (Viola Davis)
- Nominierung als Bester Film
- Nominierung für das Beste Drehbuch (Ruben Santiago-Hudson)
- Nominierung als Bester Nebendarsteller (Colman Domingo)
- Nominierung als Bestes Schauspielensemble
- Nominierung für das Beste Kostümdesign (Ann Roth)
- Nominierung für das Beste Szenenbild (Mark Ricker)
- Nominierung für die Beste männliche Breakthrough Performance (Dusan Brown)
- Nominierung für das Beste Debüt-Drehbuch (Ruben Santiago-Hudson)[35][36]

Boston Society of Film Critics Awards 2020
- Auszeichnung als Bestes Schauspielerensemble[37]

British Academy Film Awards 2021
- Nominierung als Bester Hauptdarsteller (Chadwick Boseman)
- Auszeichnung für die Besten Kostüme (Ann Roth)
- Auszeichnung für das Beste Make-up und die besten Frisuren[38][39]

Chicago Film Critics Association Awards 2020
- Auszeichnung als Bester Hauptdarsteller (Chadwick Boseman)
- Nominierung als Beste Hauptdarstellerin (Viola Davis)
- Nominierung für die Beste Filmmusik (Branford Marsalis)
- Nominierung für die Besten Kostüme[40]

Critics’ Choice Movie Awards 2021
- Auszeichnung als Bester Hauptdarsteller (Chadwick Boseman)
- Auszeichnung für das Beste Kostüm (Ann Roth)
- Auszeichnung für das Beste Make-up
- Nominierung als Bester Film
- Nominierung für das Beste adaptierte Drehbuch (Ruben Santiago-Hudson)
- Nominierung als Beste Hauptdarstellerin (Viola Davis)
- Nominierung als Bestes Schauspielensemble
- Nominierung für das Beste Szenenbild (Mark Ricker, Karen O’Hara & Diana Stoughton)[41]

Florida Film Critics Circle Awards 2020
- Nominierung als Bester Schauspieler (Chadwick Boseman)
- Runner-Up als Beste Schauspielerin (Viola Davis)
- Runner-Up für das Beste adaptierte Drehbuch (Ruben Santiago-Hudson)
- Nominierung für das Beste Schauspielensemble[42][43]

GLAAD Media Awards 2021
- Nominierung in der Kategorie Outstanding Film – Wide Release[44]

Golden Globe Awards 2021
- Auszeichnung als Bester Hauptdarsteller (Chadwick Boseman)
- Nominierung als Beste Hauptdarstellerin (Viola Davis)[45]

Golden Reel Awards 2021
- Nominierung für den Besten Tonschnitt in einem Musical
- Nominierung für den Besten Tonschnitt bei Dialogen[46]

Gotham Awards 2021
- Nominierung als Bester Darsteller (Chadwick Boseman)[47]

Independent Spirit Awards 2021
- Nominierung als Bester Film
- Nominierung als Beste Hauptdarstellerin (Viola Davis)
- Nominierung als Bester Hauptdarsteller (Chadwick Boseman)
- Nominierung als Bester Nebendarsteller (Colman Domingo)
- Nominierung als Bester Nebendarsteller (Glynn Turmann)[48]

London Critics’ Circle Film Awards 2021
- Auszeichnung als Bester Hauptdarsteller (Chadwick Boseman)
- Nominierung als Beste Hauptdarstellerin (Viola Davis)[49][50]

Los Angeles Film Critics Association Awards 2020
- Auszeichnung  als Bester Hauptdarsteller (Chadwick Boseman)
- Runner-Up als Beste Hauptdarstellerin (Viola Davis)
- Auszeichnung  als Bester Nebendarsteller (Glynn Turman)[51]

Make-Up Artists and Hair Stylists Guild Awards 2021
- Auszeichnung für das Beste historische Make-up (Matiki Anoff, Sergio Lopez-Rivera, Carl Fullerton & Debi Young)
- Auszeichnung für die Besten historischen Frisuren (Mia Neal, Larry Cherry, Leah Loukas & Tywan Williams)[52]

MTV Movie & TV Awards 2021
- Auszeichnung für die Beste Schauspielleistung in einem Film (Chadwick Boseman)[53]

NAACP Image Awards 2021
- Auszeichnung als Bester Hauptdarsteller (Chadwick Boseman)
- Auszeichnung als Beste Hauptdarstellerin (Viola Davis)
- Auszeichnung für das Beste Schauspielensemble
- Nominierung als Bester Film
- Nominierung für die Beste Regie (George C. Wolfe)
- Nominierung als Bester Nebendarsteller (Glynn Turman)
- Nominierung als Bester Nebendarsteller (Colman Domingo)
- Nominierung als Beste Nebendarstellerin (Taylour Paige)
- Nominierung für das Beste Soundtrack-Album (Branford Marsalis)[54][55]

National Society of Film Critics Awards 2021
- First Runner-up als Beste Hauptdarstellerin (Viola Davis)
- First Runner-up als Bester Hauptdarsteller (Chadwick Boseman)
- First Runner-up als Bester Nebendarsteller (Glynn Turman)[56]

Online Film Critics Society Awards 2021
- Nominierung als Bester Hauptdarsteller (Chadwick Boseman)
- Nominierung als Beste Hauptdarstellerin (Viola Davis)
- Nominierung für das Beste adaptierte Drehbuch (Ruben Santiago-Hudson)[57]

Oscarverleihung 2021
- Nominierung als Bester Hauptdarsteller (Chadwick Boseman)
- Nominierung als Beste Hauptdarstellerin (Viola Davis)
- Auszeichnung für das Beste Kostümdesign (Ann Roth)
- Nominierung für das Beste Szenenbild (Mark Ricker, Karen O’Hara und Diana Stoughton)
- Auszeichnung für das Beste Make-up und die besten Frisuren (Mia Neal, Sergio Lopez-Rivera und Jamika Wilson)

Palm Springs International Film Festival 2021
- Auszeichnung in mit dem „Desert Palm Achievement Award, Actress“ (Viola Davis)[58]

Producers Guild of America Awards 2021
- Nominierung als Bester Kinofilm (Denzel Washington & Todd Black)[59]

Satellite Awards 2020
- Nominierung als Bester Film – Drama
- Nominierung für das Beste adaptierte Drehbuch (Ruben Santiago-Hudson)
- Nominierung als Beste Hauptdarstellerin – Drama (Viola Davis)
- Nominierung als Bester Hauptdarsteller – Drama (Chadwick Boseman)
- Nominierung für das Beste Kostümdesign (Ann Roth)

Screen Actors Guild Awards 2021
- Auszeichnung als Beste Hauptdarstellerin (Viola Davis)
- Auszeichnung als Bester Hauptdarsteller (Chadwick Boseman)
- Nominierung für das Beste Schauspielensemble

USC Scripter Awards 2021
- Nominierung als Bester Drehbuchautor (Ruben Santiago-Hudson)[60]

Writers Guild of America Awards 2021
- Nominierung für das Beste adaptierte Drehbuch(Ruben Santiago-Hudson)[61]